# Herbert Dorn (Jurist)
Herbert Dorn (geboren 21. März 1887 in Berlin; gestorben 11. August 1957 in Berchtesgaden) war ein deutscher Jurist und Wirtschaftswissenschaftler.

## Leben
Herbert Dorn besuchte das Friedrichs-Gymnasium in Berlin und studierte bis 1908 Rechts- und Wirtschaftswissenschaften an den Universitäten Berlin, Freiburg im Breisgau, München und Würzburg. Nach den Staatsexamina und der Promotion an der Universität Würzburg bei Albrecht Mendelssohn Bartholdy war er ab 1913 im preußischen Justizdienst tätig. 1919 arbeitete er an der Weimarer Verfassung und der Erzbergerschen Steuer- und Finanzreform mit und ging in der deutschen Delegation zu den Pariser Friedensvertragsverhandlungen. Er wurde 1920 von Johannes Popitz in das Reichsfinanzministerium geholt, wo er rasch Karriere machte. 1921 wurde er Ministerialdirigent, 1926 Ministerialdirektor. Er wirkte maßgeblich u. a. gemeinsam mit Werner Paasche an zahlreichen Verhandlungen zum Abschluss von Doppelbesteuerungsabkommen mit. Er war ab 1926 Mitglied der Kriegslastenkommission und Mitglied der Sachverständigenkommission des Völkerbundes für Fragen des internationalen Finanzrechts, von 1931 bis 1933 ihr Vorsitzender. Seit 1927 lehrte er als Honorarprofessor an der Handelshochschule Berlin. Beim Deutschen Juristentag war er ständiges Mitglied. 1931 wurde zum Präsidenten des Reichsfinanzhofs in München ernannt. Nach der Machtübergabe an die Nationalsozialisten 1933 wurde Dorn am 1. März 1934 wegen nichtarischer Abstammung aus dem Dienst entfernt.
1938 wurde er bei der Reichspogromnacht verhaftet.
1939 musste er unter entwürdigenden Umständen nach Zahlung der Reichsfluchtsteuer aus Deutschland in die Schweiz emigrieren. Seine Mutter wurde nach 1939 in ein Konzentrationslager im besetzten Polen deportiert und dort ermordet. Dorn fand von 1943 an eine Beschäftigung als Wirtschaftsberater in Kuba, das ihm auch einen Diplomatenpass ausstellte.
Im Jahr 1947 erhielt Dorn einen Ruf als Professor für Finanz- und Wirtschaftsrecht an der University of Delaware. Von 1952 bis 1955 war er Leiter des Instituts für interamerikanische Studien und Forschungen an der Universität Delaware.
Herbert Dorn starb während einer Europareise.
Im Jahr 2010 widmete die Bundesfinanzakademie Dorn eine Sonderausstellung.

## Schriften (Auswahl)
- Der Prozessvergleich als Grundlage des Eigentumserwerbs an Grundstücken. Liebheit & Thiesen, Berlin 1914 (Zugl.: Dissertation, Universität Würzburg).
- mit Theodor von Olshausen: Versorgungsansprüche der Kriegsbeschädigten und Hinterbliebenen vor den Militärspruchbehörden. Vahlen, Berlin 1919.
- mit Arthur Oppenheimer: Die Bundesratsverordnungen über Brotgetreide und Mehl, Hülsenfrüchte, Buchweizen und Hirse, Grünkern, Gerste, Hafer, Kraftfuttermittel und zuckerhaltige Futtermittel, die dazu gehörigen Höchstpreisverordnungen für 1916. Teil 1: Die Bundesratsverordnungen über Brotgetreide und Mehl, Höchstpreise für Brotgetreide, Hülsenfrüchte, Buchweizen und Hirse, Grünkern sowie Nebenverordnungen für 1916. Vahlen, Berlin 1916.
- Empfiehlt es sich im Interesse einer geordneten Finanzwirtschaft, die bestehenden Grundsätze über die Bewilligung der Einnahmen und Ausgaben für die Haushalte des Reiches und der Länder zu ändern? Gutachten. Aus: Verhandlungen des 35. Deutschen Juristentages. de Gruyter, Berlin 1928, S. 489–564.
- Finanzsysteme des Auslandes unter dem Einfluss der Wirtschaftskrise. In: Paul Deutsch (Hrsg.): Steuerwirtschaftliche Probleme der Gegenwart. Festgabe für Hermann Grossmann zum 60. Geburtstage am 5. Oktober 1932. Industrieverlag Spaeth & Linde, Berlin 1932.
- Problemas de post-guerra en el transcurso de los tiempos; la internacionalización de las libertades humanas. Editorial „Hercules“, La Habana 1944.
- Los derechos humanos como fuerzas formativas del desarrollo económico social. Academia Interamericana de Derecho Comparado Internacional, La Habana 1953.